# Spyrídon Danéllis
Spyrídon Danéllis (en grec Σπυρίδων Δανέλλης), né en 1955 à Héraklion en Grèce, est un homme politique grec.

## Biographie
Aux élections législatives grecques de janvier 2015, il est élu député au Parlement grec sur la liste de La Rivière dans la circonscription d'Héraklion.